# Sierra de la Cruz
La sierra de la Cruz es una formación montañosa del interior de la península ibérica. Se encuentra en el municipio español de Piedrabuena, en la provincia de Ciudad Real.

## Historia
Está situada en la provincia de Ciudad Real. Se ubica en el término municipal de Piedrabuena, al sur de dicha localidad, y en ella hay una cruz. Es tradición entre la población local una romería en la que se sube a dicho lugar. Al pie de la sierra, en su vertiente norte, se encuentra la ermita de San Bartolomé. La sierra de la Cruz aparece descrita en el séptimo volumen del Diccionario geográfico-estadístico-histórico de España y sus posesiones de Ultramar de Pascual Madoz de la siguiente manera:

CRUZ: sierra en la prov. de Ciudad-Real, part. jud. y térm. de Piedrabuena: sit. al S. y muy inmediata á esta v.: tiene en lo mas elevado una cruz de pino de 5 varas de altura, la que se renueva por los vec. siempre que hay necesidad: nada se sabe de su origen ni del objeto de la colocacion de la cruz en la sierra; solo se conserva una confusa tradicion de que en el siglo XIII ya se veneraba en el mismo sitio; hoy es también objeto de mucha veneracion por los hab. de aquella v., subiendo con mucha frecuencia las mujeres descalzas, dan vuelta á la sierra, apesar de su mal piso, y bajan á concluir su romeria a la ermita de San Bartolomé, sita al pie de la sierra á la parte del N.
(Madoz, 1847, p. 177)